# Salisbury (Massachusetts)
Salisbury – miejscowość w USA, w stanie Massachusetts, w hrabstwie Essex.
Popularny ośrodek wypoczynkowy letni nad Oceanem Atlantyckim, na północ od Bostonu.